# Elecciones legislativas de Mongolia de 2012
Las elecciones parlamentarias se celebraron en Mongolia el 28 de junio de 2012, para elegir a 76 miembros del Gran Jural.
Durante estas elecciones parlamentarias también se llevó a cabo la elección del consejo de la ciudad de Ulán Bator, esta fue la primera vez que ambos se han celebrado al mismo tiempo.
Por primera vez, la elección utilizó el conteo de votos a máquina por la nueva ley electoral parlamentaria para que la justa electoral.

## Las elecciones
En estas elecciones, la participación de la poca población mongola que está registrada para los comicios, dio un vuelco al parlamento al rebajar en 16 escaños (lo que es un 21% de los escaños totales del parlamento) el peso del Partido del Pueblo, el cual era el mayoritario previo a las elecciones. Tras estas fue el Partido Demócrata, el que quedó como mayoritario en el parlamento de Mongolia con 34 de los 76 escaños.